# Lauge Koch
Lauge Koch (Kalundborg, 5 luglio 1892 – Copenaghen, 5 giugno 1964) è stato un geologo ed esploratore danese.

## Biografia
Fu a capo di 24 spedizioni governative danesi in Groenlandia, nonché il personaggio principale della Controversia Lauge Koch, un conflitto nazionale ed internazionale. A partire dal dicembre 1935 sorse un aspro conflitto tra Koch ed undici dei più famosi geologi danesi del tempo, tra cui O. B. Bøggild, direttore del Museo Minerario e professore dell'Istituto geologico dell'Università di Copenaghen, e Victor Madsen, capo del GEUS.
La discussione prese il via da una revisione del libro di Lauge Koch Geologie von Grönland (1935) scritta da ‘gli undici’ e che accusava Koch di scarsa ed impropria pratica scientifica. Negli anni 1921–1923 Lauge Koch condusse una spedizione in Groenlandia settentrionale nel bicentenario dello sbarco di Hans Egede in Groenlandia, con un viaggio in slitta lungo la costa settentrionale della Groenlandia, superando la Terra di Peary. Durante questo viaggio Koch scoprì una depressione che, secondo lui, era quella che Robert Edwin Peary nel 1892 aveva confuso con un canale. Le osservazioni di Koch dell'entroterra di Independence Bay portarono ad importanti modifiche cartografiche rispetto alla mappa del 1912 disegnata da Peter Freuchen.
Nel 1938 Lauge Koch trovò nelle montagne ad ovest della Terra di Jameson, nei pressi di Scoresby Sund, lo scheletro di un enorme mammifero estinto simile alla testa di animale gigantesco con enormi denti trovata dal professore Selim Hassan nel 1935 nei pressi della piramide di Chefren. Lo scheletro scoperto da Koch fu esposto presso il museo di Copenaghen.
Tra gli altri suoi contributi alla scienza, a metà degli anni 1930 Koch istituì una rete di stazioni da campo in Groenlandia centro-orientale. Si trattò di un'infrastruttura permanente che modificò la cultura e l'organizzazione dell'esplorazione artica danese.
Il minerale kochite rinvenuto sul monte Hvide Ryg, Werner Bjerge, e l'ex contea groenlandese di Tunu presero il nome da Koch in onore delle sue esplorazioni nella zona.

## Riconoscimenti
Koch divenne membro onorario della American Geographical Society nel 1924, e ne ottenne la medaglia Daly nel 1930. Nel 1949 fu insignito della medaglia Mary Clark Thompson della accademia nazionale statunitense delle scienze.